# Семеновское (Раменский район)

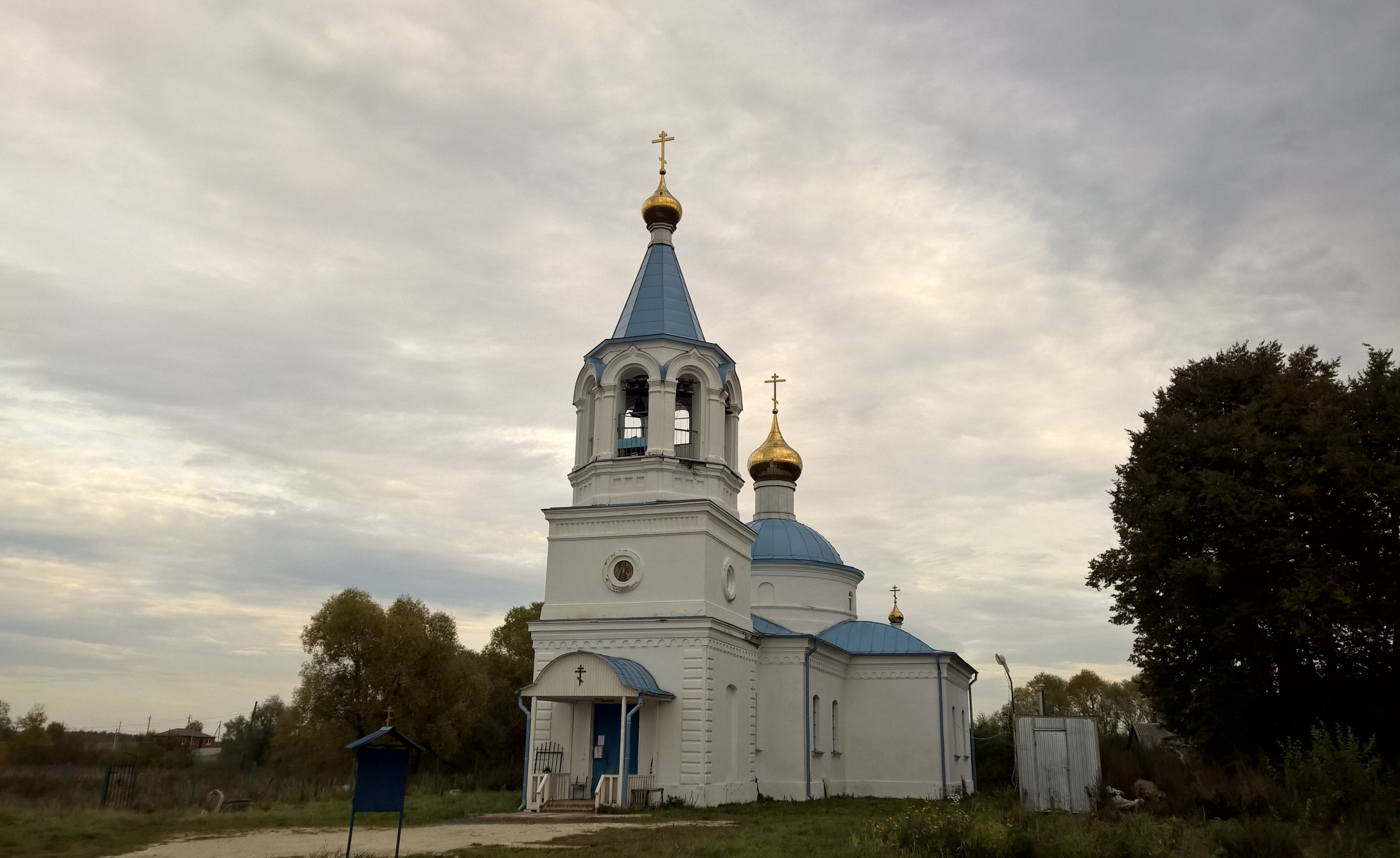
Богоявленская церковь в Семеновском

Семеновское — деревня в Раменском муниципальном районе Московской области. Входит в состав сельского поселения Никоновское. Население — 63 чел. (2010).

## География
Деревня Семеновское расположена в южной части Раменского района, примерно в 29 км к югу от города Раменское. Высота над уровнем моря 148 м. Через деревню протекает река Ольховка. К деревне приписано СНТ Центр. Ближайший населённый пункт — деревня Амирово.

## История
В 1926 году деревня являлась центром Семеновского сельсовета Ульяновской волости Бронницкого уезда Московской губернии.
С 1929 года — населённый пункт в составе Бронницкого района Коломенского округа Московской области. 3 июня 1959 года Бронницкий район был упразднён, деревня передана в Люберецкий район. С 1960 года в составе Раменского района.
До муниципальной реформы 2006 года деревня входила в состав Никоновского сельского округа Раменского района.
В деревне имеется храм Богоявления Господня (1878, архитектор П. С. Кампиони).

## Население
| 1926 | 2002 | 2010 |
| ---- | ---- | ---- |
| 533  | ↘11  | ↗63  |

В 1926 году в деревне проживало 533 человека (197 мужчин, 336 женщин), насчитывалось 120 хозяйств, из которых 115 было крестьянских. По переписи 2002 года — 11 человек (6 мужчин, 5 женщин).